# مساکونیک اسید
مساکونیک اسید (به انگلیسی: Mesaconic acid) با فرمول شیمیایی C5H6O4 یک ترکیب شیمیایی است. که جرم مولی آن ۱۳۰٫۱۰ گرم بر مول می‌باشد. 